# Modstandsbevægelsen i Horsens
Modstandsbevægelsen i Horsens under Besættelsen kom i gang i 1941. Året efter var der allerede tre illegale organisationer der udgav illegale blade, og i sommeren 1942 begyndte de første sabotagegrupper i byen Senere kom der organiserede sabotagegrupper og militære ventegrupper under modstandsbevægelsens ledelse. Efter krigen blev der rejst en mindesten over ofre for modstandskampen.

## Begyndelse
Modstandsbevægelsen i Horsens kom i gang i 1941, og allerede året efter var der tre illegale organisationer i byen, Frit Danmark, Ringen og kommunisternes. De ville modvirke den censur tyskerne havde indført i Danmark efter  9. april 1940 og udgav illegale blade som ”Den tredie Front”, ”Folkets Røst” og ”Horsens Ekko”. Desuden blev de landsdækkende blade "Frit Danmark" og "Land og Folk" trykt og udgivet.
På trods af trykkeriet hele tiden skulle flyttes for ikke at blive opdaget af Gestapo nåede nogle af de illegale blade et oplag på 2.500. Først i juli 1944 lykkedes det at få fast trykkeri, der forblev hemmeligt for tyskerne.[kilde mangler]
Den første sabotageaktion i Horsens blev udført af en gruppe unge kommunister. Under ledelse af Steen Lykkeberg begyndte gruppen i sommeren 1942 sabotage med brandbomber særligt rettet mod tyske togvogne. Det danske politi arresterede nogle af medlemmerne.
I efteråret 1942 kom Fritz Nielsen med dæknavnet Aage til Horsens for at organisere den kommunistiske sabotage i Midtjylland og fordele våben og sprængstof. Efter Aage blev arresteret i juni 1943, overtog banearbejder Leon Bregnov "Aksel" hans arbejde.[kilde mangler] Sabotager blev udført på jernbaner, fabriker og virksomheder i Horsens og omegen. Modstandsfolk fik med hjælp fra et rejsehold i Holger Danske udført flere fabrikssabotager i slutningen af 1943.[kilde mangler]

## Efter 1943
Ved årsskiftet i 1943-44 kom de første grundspirer til Horsens Hjemmeværn, som blev oprettet på opfordring af kriminalbetjent, kaptajn A. J. Jørgensen og politikommissær Palle Høybye. Denne modstandsgruppe søgte at oprette tre kompagnier a 100 mand til militær modstand mod tyskerne og til hjælp for en mulig allieret invasion fra Vestmagterne.[kilde mangler]
Grupperne under Horsens Hjemmeværn blev opdelt i sabotage på jernbaner og militsgrupper. Den ene gruppe udførte sabotage, blandt andet mod jernbaner, mens den andet forberedte sig på hvordan man bedst kunne hjælpe en invasionsstyrke fra Vestmagterne hvis de gik ind i Danmark. Noget som på den tid var muligt i manges øjne, i stedet valgte vestmagterne at gå ind i Frankrig på D-Dag.[kilde mangler]
Sabotagegruppen blev genstand for Gestapos interesse i foråret 1944 og blev sprængt efter razziaer og massearrestationer i maj 1944.
Mindst 70 blev under besættelsen anholdt for at være med i modstandsbevægelsen i Horsens; flere af dem endte i tyske kz-lejre.[kilde mangler] For at hjælpe de mange fanger oprettedes Røde Kors' Krigsværns kontor.[kilde mangler] Det vakte også interesse fra Gestapo, der anholdt en medarbejder, men han blev løsladt.[kilde mangler]
På trods af massearrestationerne i maj 1944 var det ikke lykkedes at knække modstandsbevægelsen i Horsens. Tværtimod havde denne modgang blot givet flere lyst til aktiv modstand,[kilde mangler] og under folkestrejkerne var der stadig gang i modstandsbevægelsen, og helt frem til befrielsen fortsatte sabotageaktioner og trykning af illegale blade.[kilde mangler]
I den kommunistiske gren af modstandsarbejdet i Horsens under Aksels gruppe var det lykkedes at overleve.[kilde mangler] Den blev drevet videre under ledelse af A. P. Andersen, "Sømanden".[kilde mangler] De havde også kontakt til ikke-kommunistiske grupper.[kilde mangler] Den udviklede sig til Kolonne Nord.[kilde mangler] I august 1944 blev der oprettet en lokalkomite efter opfordring fra Frihedsrådet.[kilde mangler] Den var repræsenteret af den bredere del af modstandsbevægelsen i Horsens og samlede såvel borgerlige som kommunistiske grupper. I december 1944 stillede de med 300 mand, i tilfælde af at der blev brug at kæmpe mod tyskerne, når de skulle ud af landet.[kilde mangler] Samtidigt foregik der en ivrig jernbanesabotage rundt om og i byen.[kilde mangler]
Ved nytårstid vakte en aktion med befrielse af politiske fanger fra Horsens Statsfængsel opsigt landet over: aktionen havde længe været planlagt.[kilde mangler] Med pastor Mikkelsens hjælp var de fanger, der skulle befries, blevet udpeget og havde fået våben ind i fængsel.[kilde mangler] Selve aktionen foregik under en gårdtur, hvor der blev hejst to stiger op ad fængselsmuren, hvorefter to modstandsfolk hurtigt satte sig på muren og med maskinpistoler sørgede for ro, så fangerne kunne kravle op ad stigerne og ned ad tove.[kilde mangler]
En mand, der var blevet holdt op af modstandsbevægelsens folk, påstod, at aktionen ikke havde taget mere end tre minutter.[kilde mangler] Efter aktionen blev de befriede fanger kørt væk i en lastbil fra Falck, og 14 dage efter var alle fangerne udstyret med falske legitimationskort og sendt ud af byen.[kilde mangler]

## Befrielsen 1945
Kort før befrielsen kunne modstandsbevægelsen i Horsens i april måned 1945 stille med 750 mand, fordelt på 80 grupper: 60 i byen og 20 i omegnen, dette var ventegrupper eller M-grupper ledet af en lokalkomite.[kilde mangler]
Lokalkomiten fik til opgave, ligesom i mange andre danske byer, at opretholde ro og orden i befrielsesdagene. Efter korte forhandlinger med tyskernes kommandant i Horsens inden befrielsen blev magten i byen givet til lokalrådet efter dets løfte om at opretholde ro og orden i byen, hvorefter tyskerne trak sig ud af gadebilledet.[kilde mangler] De første kapitulationsrygter lød allerede den 1. maj og forhandlingerne var indledt.[kilde mangler] Men lokalkomiten måtte på grund af Gestapofolk fra Århus igen søge under jorden, men kunne den 4. maj atter stå for opretholdelse af ro og orden i byen.[kilde mangler]
Efter befrielsen rejste modstandsbevægelsen i Horsens en mindesten på Klosterkirkegården for otte faldne kammerater.[kilde mangler] På mindestenen står de faldnes navne. Den har været samlingssted i Horsens for at mindes byens modstandsbevægelse. Under krige døde 14 horsensianere fra modstandsbevægelsen, seks i kz-lejre og otte ved aktioner i Danmark, de fire i byen.